# Voksen
Voksen er
1. et menneske som ikke længere er barn, eller
2. et individ som biologisk er nået den reproduktive alder; dette gælder både for planter og dyr.

For mennesker gælder:
I Danmark bliver man i dag myndig og dermed voksen på sin 18 års fødselsdag. Selvom man skulle blive umyndiggjort, er man stadig voksen.
Dog forekommer det, at man i Danmark, også er tilhænger af brugen af begrebet teenager på samme måde som i England. Det vil sige at man kan kategoriseres som voksen når man fylder 20 år. Og at man derfor kun er teenager fra alderen 13-19. (Thirteen, Fourteen, - Nineteen)
 Der er for få eller ingen kildehenvisninger i denne artikel, hvilket er et problem. Du kan hjælpe ved at angive troværdige kilder til de påstande, som fremføres i artiklen.